# Rathaus Enns

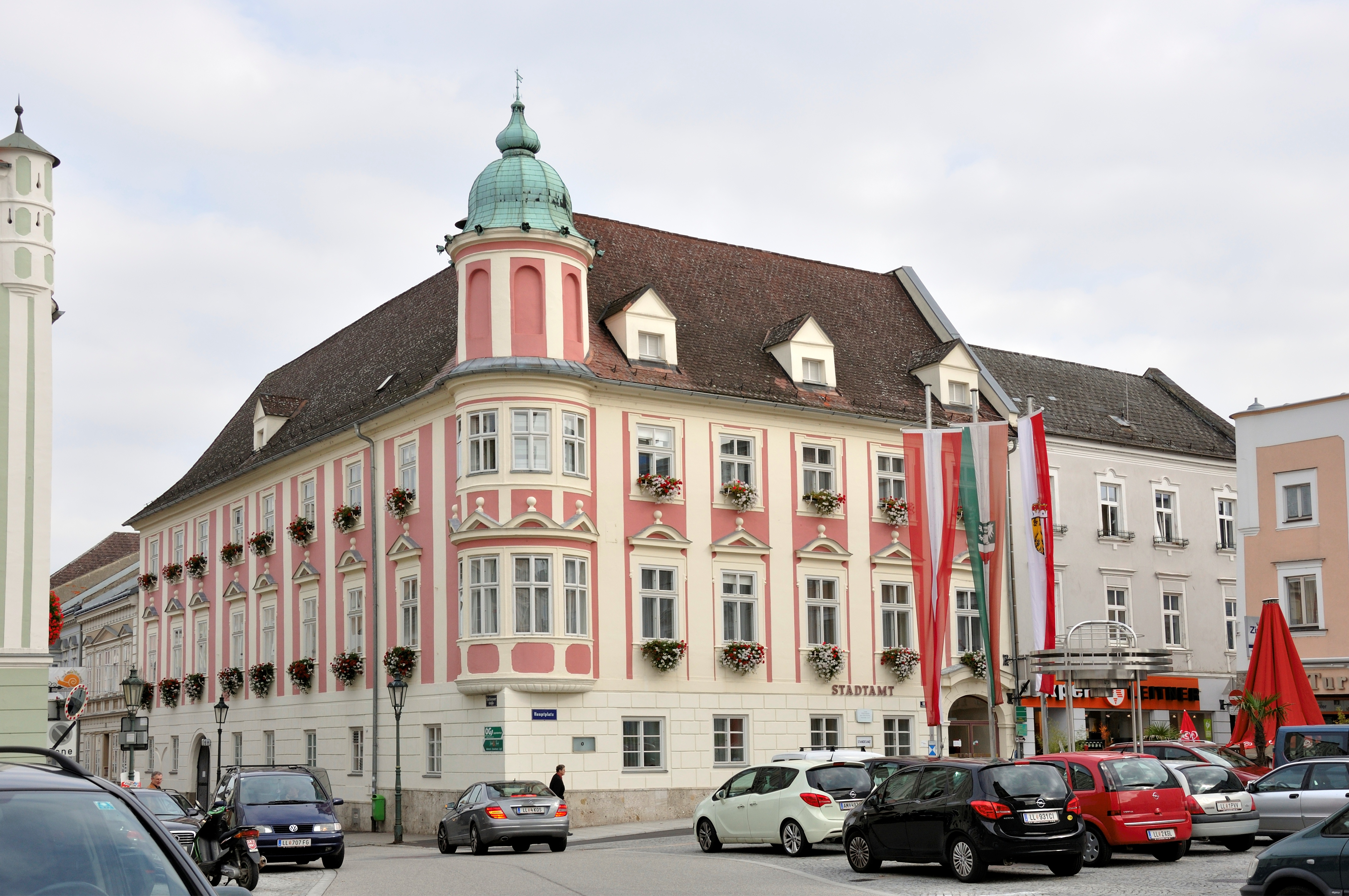
Ennser Rathaus seit 1854

Das Rathaus Enns befindet sich in der Stadt Enns im Bezirk Linz-Land in Oberösterreich und steht unter Denkmalschutz (Listeneintrag).

## Geschichte
Die Stadt Enns besaß als eine der ersten Städte Österreichs ein Rathaus. Im Laufe der Zeit befand es sich an drei verschiedenen Standorten.

### Erstes Rathaus
Es wird urkundlich erstmals im Jahr 1400 erwähnt und stand in der Nordwestecke auf dem heutigen Hauptplatz nahe an der Scheiblingkirche. Es wurde über Befehl Kaiser Friedrichs III. im Frühjahr 1489 abgetragen. Der Bauplatz ist seither unbebaut. Es besaß im Erdgeschoß eine Markthalle, eine Rathausstiege, auf der Verlautbarungen erfolgten, und im ersten Stock die Räumlichkeiten der Stadtverwaltung.

### Zweites Rathaus

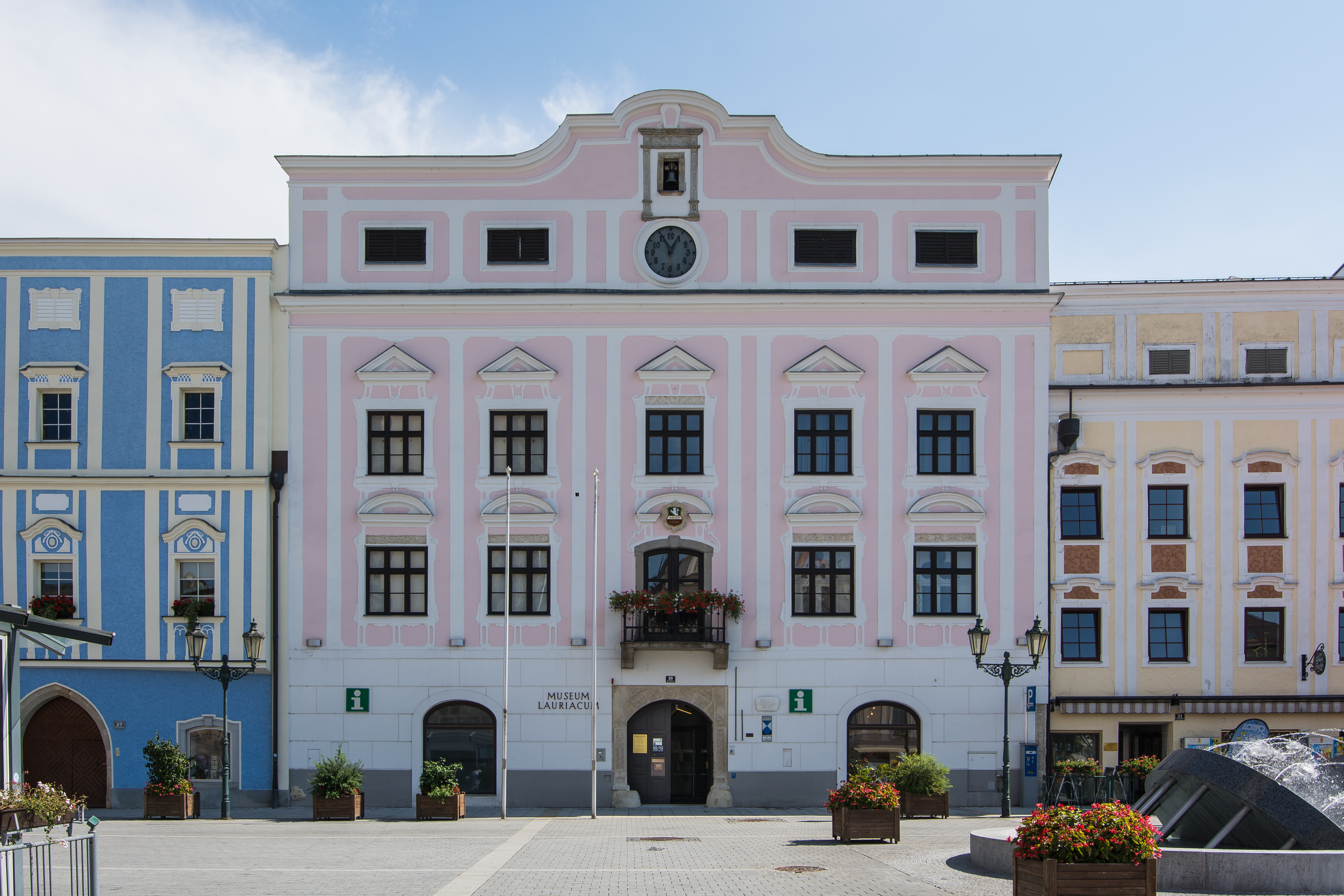
Zweites Ennser Rathaus 1489–1854

Kaiser Friedrich III. schenkte der Bürgerschaft 1489 die heutige Liegenschaft Hauptplatz 19 als Rathaus. Dieses Gebäude hatte seit dem 14. Jahrhundert als Wohnhaus der Bürgerfamilie Heresinger gedient und unter Herzog Albrecht VI. um 1460 für kurze Zeit als zweite Ennser Münzstätte fungiert. Im Erdgeschoß wurden 1489 Verkaufsräume eingerichtet, unter anderem für einen Bäcker und einen Goldschmied. Die Ratsstube lag im ersten Stock.
Von 1547 bis 1551 erfolgte ein Umbau im Stile der Renaissance, an dem anfangs ein Baumeister Friedrich aus Krems und zuletzt der Ennser Baumeister Hans von Matz tätig waren. Von diesem Umbau zeugen das Renaissance-Portal, die reich gegliederten Fensterumrahmungen, der Arkadenhof und die Glocke samt Umrahmung am Giebel (bezeichnet 1547).
Heute besitzt das Gebäude, das zwischen 1489 und 1854 als Ennser Rathaus diente, eine barockisierte Fassade.

### Drittes Rathaus
Diese Liegenschaft war im Mittelalter den Walseern dienstpflichtig. Im Jahr 1696 erwarb das Stift Garsten das Gebäude mitsamt einem benachbarten Bürgerhaus und vereinigte die beiden Bauten zum heutigen Objekt Hauptplatz 11.
1854 bezog die Stadtverwaltung das heutige Gebäude Hauptplatz 11, welches bis zum heutigen Tag als Rathaus dient.

## Architektur
Das heutige Stadtamt ist ein Bau des ausgehenden 17. Jahrhunderts mit einem mächtigen Runderker. Die Fassade zur Mauthausnerstraße hin hat acht Achsen und ist genauso prächtig gestaltet wie die fünfachsige Schauseite am Stadtplatz. Das Sockelgeschoß betont durch den Quaderputz eine besonders massive Bauweise.